# Bahia Agora
Bahia Agora é um boletim informativo produzido pelas emissoras TV Oeste e TV Sudoeste, componentes da Rede Bahia de Televisão e afiliadas à TV Globo. Em Barreiras, vai ao ar em diversas edições durante os intervalos comerciais da programação da emissora. São exibidas reportagens de Alyne Miranda, Carlos Augusto e Gabriel Pires. Já em Vitória da Conquista, o jornalístico tem apresentação de Judson Almeida, pela manhã, e Nayla Gusmão, pela tarde.
A versão produzida pela TV Bahia foi exibida até 2019, com a apresentação de Thaic Carvalho. A primeira versão do Bahia Agora estreou em 14 de julho de 1986 como um telejornal, sendo o primeiro da TV Bahia no horário vespertino, quando a emissora ainda era afiliada à Rede Manchete.

## História
O Bahia Agora estreou em 14 de julho de 1986 como um telejornal vespertino, sendo o primeiro produzido pela TV Bahia no horário. Exibido às 12h30, o programa era apresentado pela jornalista Kátia Guzzo, transferida da TV Itapoan, ao lado de Paulo Brandão. Em 24 de janeiro de 1987, um dia após a TV Bahia deixar a Rede Manchete pela primeira vez para se afiliar à Rede Globo, o Bahia Agora foi substituído pelo BATV 1ª Edição. Paulo Brandão tornou-se âncora do novo telejornal, e Kátia Guzzo foi transferida para o Jornal da Manhã, que viria a entrar na grade em 26 de janeiro.
Em 1993, o programa reestreou substituindo o BATV 1ª Edição. A nova versão era apresentada por Cristina Barude e Kátia Guzzo. Nesse período, o Bahia Agora contou com versões locais produzidas pelas emissoras do Grupo TV Bahia no interior do estado.
Em julho de 1995, o Bahia Agora foi reformulado, adotando um formato de revista de variedades, e passou a ter somente uma edição vespertina, apresentada por Anna Valéria. O BATV 1ª Edição, portanto, retornou à programação da emissora. O Bahia Agora foi exibido com este formato até 23 de agosto de 1997, um sábado, sendo substituído pelo Bahia Meio Dia na segunda seguinte.
Em 1999, o jornalístico retornou à programação da Rede Bahia, desta vez como um boletim informativo exibido nos intervalos comerciais, sendo novamente retirado do ar em 2001.
A partir de 3 de dezembro de 2007, o Bahia Agora voltou ao ar com horário fixo, sendo exibido após o Bom Dia Brasil, com duração de 3 minutos. Teve depois sua duração expandida para 5 minutos e passou a suceder o Mais Você.
O jornalístico foi produzido com este formato pela última vez em 3 de dezembro de 2010, exatamente três anos após sua reestreia, devido a mudanças na programação da Globo que incluíram uma expansão do Jornal da Manhã, com este passando a terminar às 7h30. Após esta alteração, voltou a ser exibido como um boletim informativo.
Em 21 de outubro de 2013, o boletim teve sua exibição expandida para as tardes, passando a contar com cinco edições. Em agosto de 2015, passou a ser exibido também aos domingos.
Em 25 de maio de 2018, o Bahia Agora teve uma edição especial em razão da cobertura da greve dos caminhoneiros. No dia, o jornalístico — na ocasião ancorado por Silvana Freire — substituiu os programas Vídeo Show, Sessão da Tarde e Vale a Pena Ver de Novo. Outras edições dedicadas ao noticiário sobre a paralisação foram exibidas nos dias seguintes.
Em 6 de maio de 2019, a Rede Bahia anunciou a interrupção da produção de telejornais nas emissoras TV Oeste e TV São Francisco, devido a cortes de gastos. As emissoras, no entanto, mantiveram a produção de reportagens, e reestrearam versões locais do Bahia Agora após 26 anos. Ao mesmo tempo, a TV Bahia deixou de exibir boletins jornalísticos utilizando a nomenclatura Bahia Agora, substituindo-os por boletins do BATV.
Em 18 de outubro de 2022, com a reestreia da edição local do Bahia Meio Dia na TV São Francisco (e consequentemente o retorno do telejornalismo local na emissora), o boletim deixou de ser produzido em Juazeiro. Em 14 de janeiro de 2025, voltou a ser produzido pela TV Sudoeste após 30 anos, como um boletim exibido no intervalo do Vale a Pena Ver de Novo, e apresentado por Nayla Gusmão.

## Apresentadores

### Salvador

#### Jornalístico (1986-1987; 1993-1997; 2007-2010)
- Paulo Brandão (1986-1987)[3]
- Kátia Guzzo (1986-1987; 1993-1995)[4]

- Cristina Barude (1993-1995)

- Anna Valéria (1995-1997)[7]
- Adriana Quadros (2007-2009)[24]
- Fernando Sodake (2009-2010)[25]
- Lameska Moreira (2009-2010)

#### Boletim informativo (1999-2001; 2010-2019)
- Ana Borges (2010-2012)[26]
- Silvana Freire (2012-2015)[16]
- Jefferson Beltrão (2012-2015)[16]
- Camila Marinho (2015-2018)[27]
- Acácia Lirya (2015-2018)[28]
- Thaic Carvalho (2018-2019)[2]

#### Apresentadores eventuais
- Anna Valéria (1995)
- Genildo Lawinscky (2009-2010)[29]
- Georgina Maynart (2009-2010)[25]
- Kátia Guzzo (2013-2015)[30]
- Silvana Freire (2015-2018)[31]
- Tamires Fukutani (2015-2018)[32]

### Barreiras
- Alyne Miranda
- Carlos Augusto
- Gabriel Lopes

### Vitória da Conquista
- Judson Almeida
- Nayla Gusmão